# Жолонь
Жоло́нь (біл. Жалонь) — річка в Житомирській області України і Гомельській області Білорусі, права притока Прип'яті (басейн Дніпра). На певній ділянці є природним державним кордоном між Україною та Білоруссю.

## Загальні дані
Довжина — 113 км, площа басейну — 1460 км². Щорічний стік (середній) становить бл. 4,8 м³/с. Загальне падіння річки — 113,4 м. Показник похилу (середній) річки — 0,7 ‰. Ширина річища у верхів'ї до 30 м, в середній течії і низов'ї сягає 100—300 м, місцями каналізоване.

## Притоки
Основні праві притоки річки:
- Ракуша. Починається у селі Виступовичі. Тече переважно на північний схід через урочище Лубені і у колишньому селі Борутино впадає у річку Жолонь[3][4].
- Брід
- Грязива
- Ханя
- Хропунь
- Мутвиця
- Вересожа
- Річка без назви. Починається на північно-західній стороні від селища Кварцитного. Тече переважно на північний схід через Прилуки і на південно-західній стороні від села Славечна впадає у Жолонь. Довжина річки 23 км, похил річки 1,2  м/км, площа басейну водозбору 144  км². Населені пункти вздовж берегової смуги: Думинське[5][6].

- Річка без назви- річка в Україні й Білорусі, у Овруцькому й Єльському районах Житомирської й Гомельської областей. Починається на північно-західній стороні від села Прилуки білі заказників Товкачове та Коморище. Тече переважно на північний схід через Піщаницю і на південно-східній стороні від Бякі впадає у Жолонь. Довжина річки 16 км, похил річки 1,0  м/км, площа басейну водозбору 60,8  км²[5][7].

Канали Свічанський (річка до відгалуження від неї цього каналу називається Верхня Жолонь), Антонівський і річкою Грозива (біл. Гразіва) Жолонь сполучена з річкою Словечна.

## Географія протікання та використання
Жолонь бере початок на північних схилах Овруцького кряжа (Овруцький район, Житомирська область, Україна), тече Житомирським Поліссям (12,8 км), далі впродовж 33,8 км є природним державним кордоном між Україною та Білоруссю, потому 10,9 км знову Житомирською областю, в пониззі територією Єльського і Норовлянського районів Гомельської області Білорусі. 
В старе річище впадає на оболоні Прип'яті на відстані 1,2 км північніше с. Вепри (біл. Вяпры) Норовлянського району. 
Побутує рибальство.

## Населені пункти
На річці стоять села Овруцького району Житомирської області: Піщаниця (при самому витоку) і Поліське.

## Визначні історичні пам'ятки
На правобережній терасі річки біля с. Рожава і с. Беласарока (в Білорусі) розташовані археологічні пам'ятки — рештки людських поселень доби мезоліту та неоліту.

## Галерея

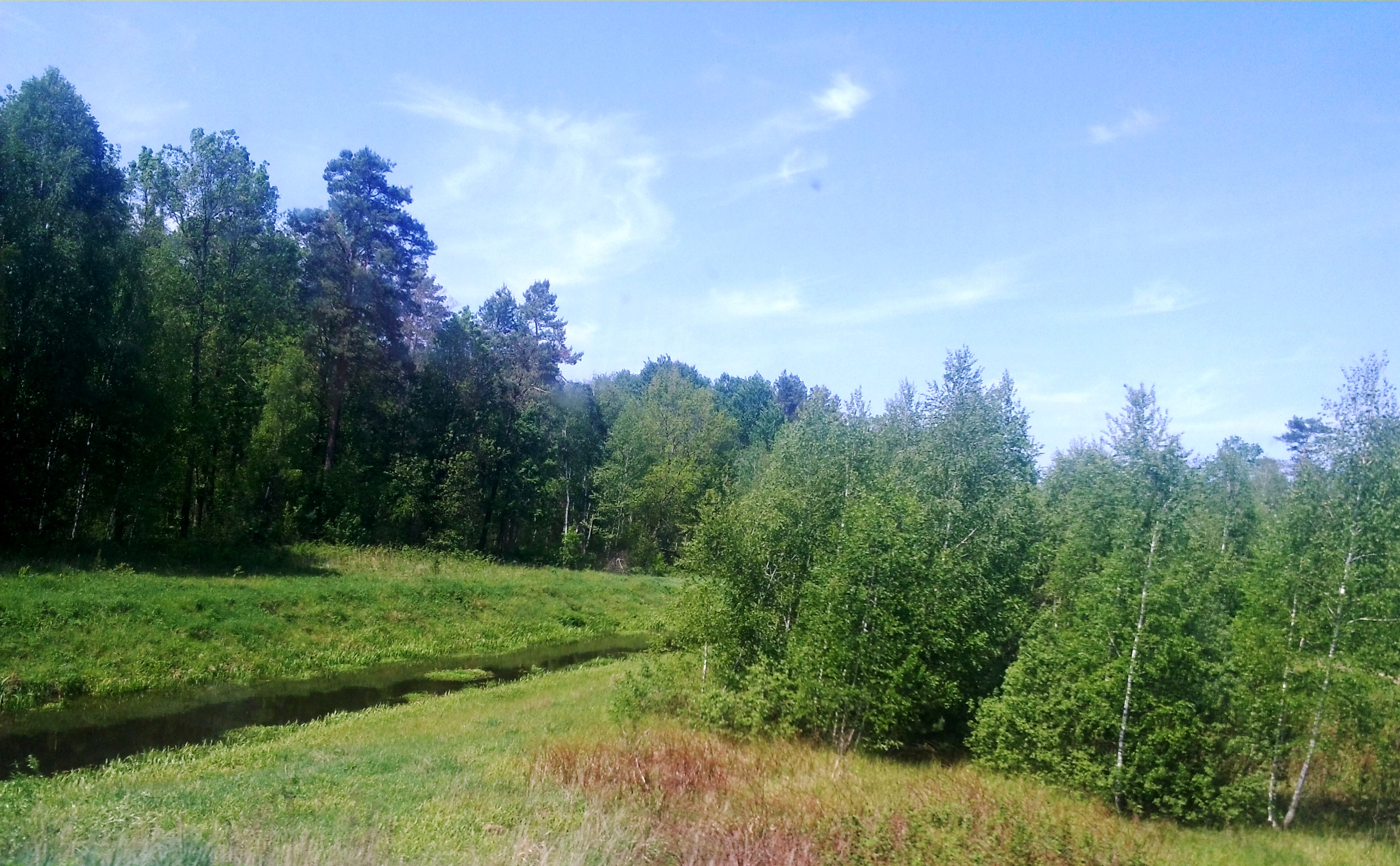
Річка поблизу села Хільчиха
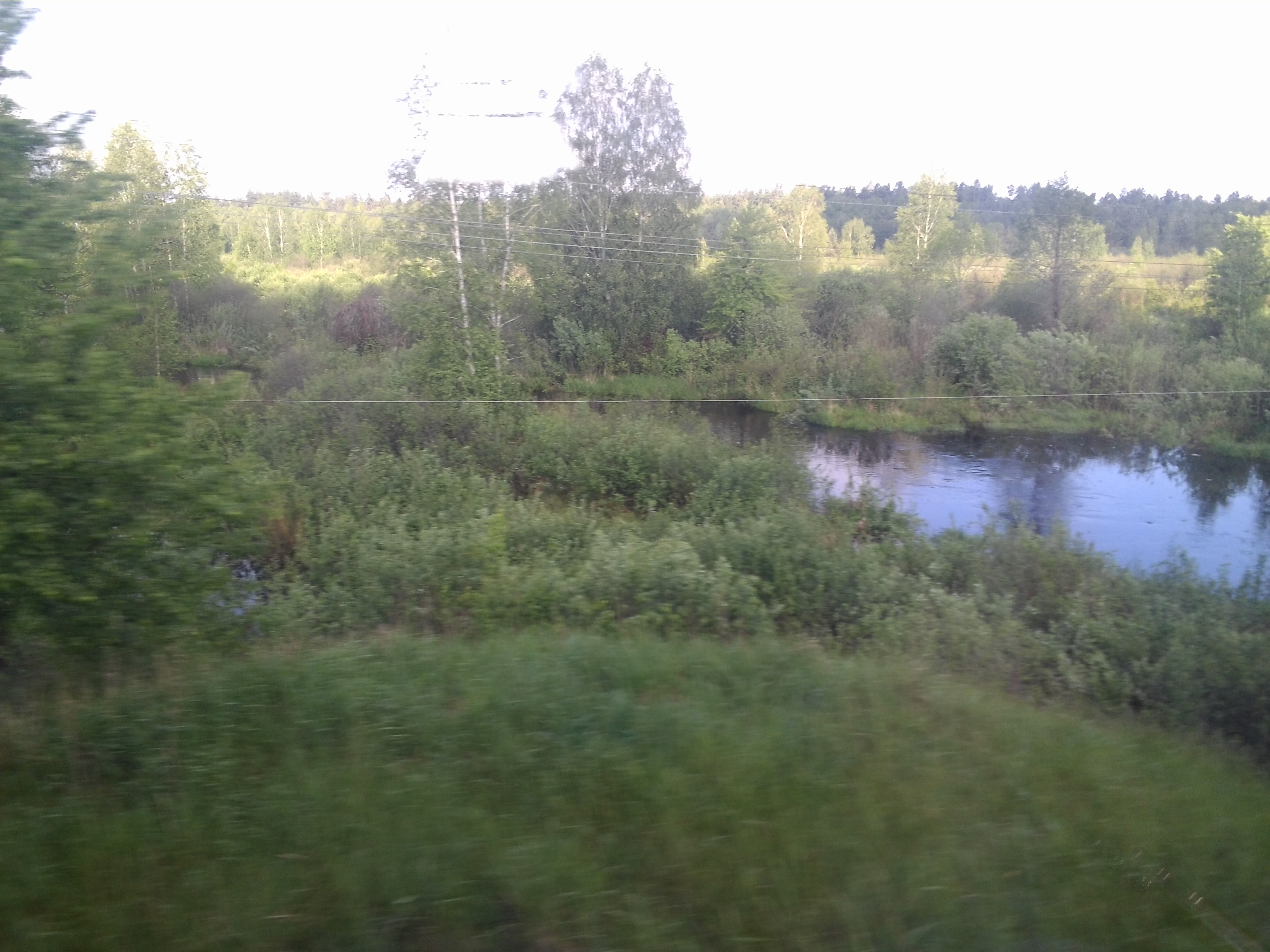
Вид з залізничного моста на кордоні України та Білорусі